# Amari
Amari (griego: Αμάρι) es un municipio de la República Helénica perteneciente a la unidad periférica de Rétino de la periferia de Creta.
El municipio se formó en 2011 mediante la fusión de los antiguos municipios de Kourites y Sívritos, que pasaron a ser unidades municipales. La capital municipal es el pueblo de Agía Foteiní en la unidad municipal de Sívritos. El municipio tiene un área de 277,3 km².
En 2011 el municipio tiene 5915 habitantes.
Se ubica en el centro de la isla de Creta, al sureste de Rétino. Su término municipal no tiene salida al mar.